# Mancomunidad de aguas de Ahigal y Otros

Aguas de Ahigal y Otros es una mancomunidad de la provincia de Cáceres, en España. Su fin es el abastecimiento de aguas a los 5 municipios que la forman. Se fundó en 1972 y tiene su sede en la Plaza Mayor de Ahigal.

## Municipios
- Ahigal
- Cerezo
- Guijo de Granadilla
- Mohedas de Granadilla
- Santibáñez el Bajo